# Avilla (Arkansas)
Avilla è un census-designated place (CDP) degli Stati Uniti d'America, situato in Arkansas, nella contea di Saline. Secondo il censimento del 2020 gli abitanti di Avilla ammontavano a 1 325.